# Synopeas ventralis
Synopeas ventralis is een vliesvleugelig insect uit de familie van de Platygastridae. De wetenschappelijke naam van de soort is voor het eerst geldig gepubliceerd in 1833 door Westwood.